# Shibori

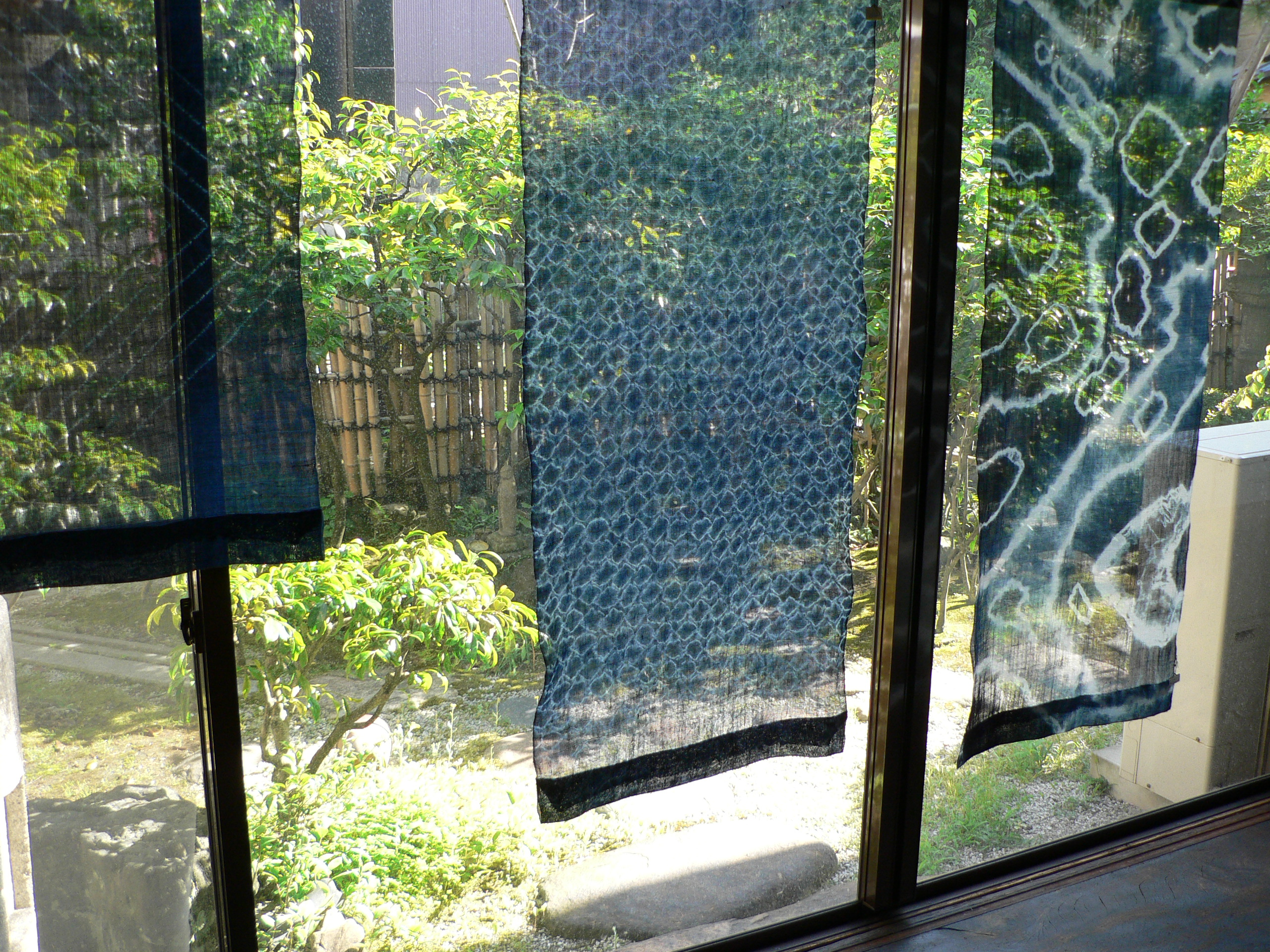
Tessuti shibori

Shiborizome (絞り染め?), o semplicemente shibori (絞り?), è una tecnica di decorazione del tessuto che fu in auge durante il periodo Edo della storia del Giappone. La tecnica consiste nel legare o manipolare il tessuto e immergerlo in un bagno di tintura che crea una sorta di fantasia astratta. Questa tecnica fu ripresa insieme alla tecnica ad inchiostro nero e a colori in una tecnica avanzata dal nome tsujiga-hana.

## Storia
In Giappone, il primo abito decorato con la tecnica dello shibori risale all'VIII secolo; esso faceva parte dei doni dell'imperatore Shōmu al Tōdai-ji, a Nara.
Fino al XX secolo in Giappone non si utilizzavano molti tessuti e tinture. Le stoffe principali erano la seta, la canapa e, in seguito, il cotone. Il colore più usato era l'indaco e, in misura minore, il rosso corallo e il viola.
Lo shibori e altre tecniche decorative, come il tsutsugaki, venivano utilizzate con tutti questi tessuti e colori.

## Tecniche

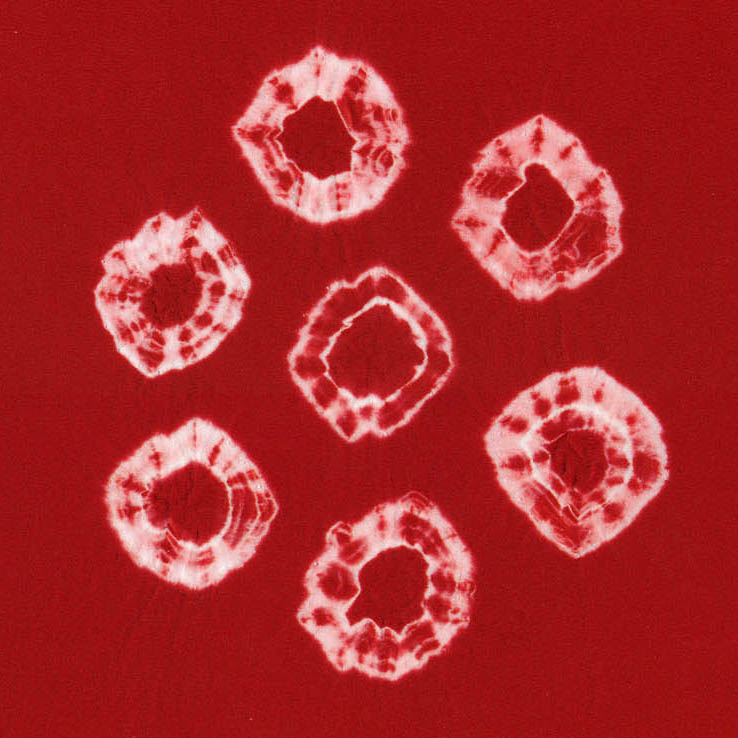
Esempio di tintura shibori

Esiste un'infinità di metodi con cui si può legare, cucire, piegare, attorcigliare o pressare il tessuto attraverso lo shibori e ognuno di essi restituisce un disegno diverso. Ciascuna tecnica non viene impiegata solo per realizzare una specifica trama, ma anche in base al tipo di stoffa che si lavora. Inoltre, possono essere utilizzate contemporaneamente tecniche diverse, al fine di ottenere una trama ancora più complessa.

### Kanoko-shibori
Il kanoko-shibori è la tecnica che in Occidente è comunemente conosciuta come tintura a riserva. Consiste nel legare alcune parti della stoffa, per ottenere lo schema desiderato. Lo shibori tradizionale richiede l'ausilio di un filo per la legatura. La trama che ne risulta dipende dall'intensità con cui è stata stretta la stoffa e in quali punti. Se vengono strette sezioni a caso, si otterrà una fantasia a cerchi posti casualmente. Se la stoffa viene piegata prima di essere legata, i cerchi risulteranno disposti in base alla pieghe effettuate.

### Miura-shibori
La tecnica del miura-shibori è anche conosciuta come legatura ad anello. Essa consiste nello strappare pezzi di stoffa con un ago uncinato. Successivamente, attorno a ogni sezione, viene attorcigliato un filo per due volte. Il filo non viene annodato: le sezioni vengono tenute ferme dalla sola tensione del filo. Il disegno finale richiama le forme dell'acqua che scorre. Poiché non c'è alcun nodo, un tessuto lavorato con la tecnica del miura-shibori è molto semplice da legare e slegare; per questo, tale metodo è molto usato.

### Kumo shibori
Nella tecnica del kumo shibori convergono piegatura e legatura. Si tratta di piegare parti del tessuto con precisione e uniformità. In seguito, il tessuto viene legato in porzioni molto vicine. La fantasia risultante richiamerà le sagome del ragno.

### Nui shibori

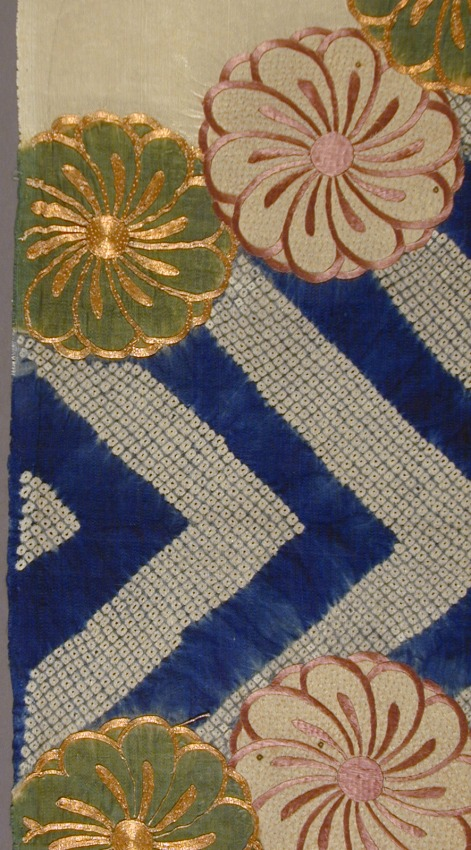
Parte di un kimono kosode con un disegno di crisantemi e motivi a zigzag, realizzato con tintura a riserva (kanoko shibori) e ricamo in seta e filo metallico (XVII secolo)

Il nui shibori comprende lo shibori a punto. Sulla stoffa, si usa un punto filza semplice che viene, poi, tirato forte per attorcigliare il tessuto. Il filo dev'essere tirato molto forte perché si ottenga il risultato; spesso occorre l'ausilio di una spinetta di legno per stringere a dovere. Ogni filo è messo in sicurezza, annodandolo prima della colorazione.
Questa tecnica garantisce una maggiore prevedibilità del disegno della fantasia e una più ampia varietà dei motivi. Tuttavia è una tecnica assai più dispendiosa.

### Arashi shibori
La tecnica dell'arashi shibori è anche nota come shibori con avvolgimento su palo (in inglese pole-wrapping). Il tessuto viene avvolto in diagonale da un estremo, quindi lo si lega stretto con un filo che avvolge l'estremità sopra e sotto e, successivamente, si appallottola la stoffa, avvolgendola sull'estremità legata. Si otterrà una stoffa piegata con un disegno in diagonale. "Arashi" è il termine giapponese per indicare la tempesta. Le fantasie sono sempre in diagonale nell'arashi shibori, il che richiama la pioggia violenta di una forte tempesta.

### Itajime shibori
La tecnica dell'itajime shibori è una tecnica di resistenza delle superfici. Tradizionalmente, il tessuto viene pressato tra due pezzi di legno, tenuti fermi da una corda. Artigiani tessili più moderni possono utilizzare superfici ritagliate, in resina acrilica o plexiglas, tenute ferme da una morsa a vite. Le superfici evitano che il colore penetri nella stoffa da esse ricoperta.